# Ocota
Ocota är en ort i Mexiko.   Den ligger i kommunen Tlatlauquitepec och delstaten Puebla, i den sydöstra delen av landet, 180 km öster om huvudstaden Mexico City. Ocota ligger 2 047 meter över havet och antalet invånare är 899.
Terrängen runt Ocota är lite bergig, och sluttar norrut. Runt Ocota är det ganska tätbefolkat, med 134 invånare per kvadratkilometer. Närmaste större samhälle är Teziutlan, 14,3 km öster om Ocota. I omgivningarna runt Ocota växer huvudsakligen savannskog.